# Altamira (Tamaulipas)
Altamira es una ciudad mexicana situada en el estado de Tamaulipas, cabecera del municipio homónimo. Forma parte de la zona metropolitana de Tampico.

## Geografía
Esta ciudad está localizada al sureste del estado de Tamaulipas, formando parte de la zona metropolitana de Tampico.
La ciudad de Altamira es la cabecera del municipio de Altamira en las coordenadas 22°23′45″N 97°56′13″O / 22.39583, -97.93694. La altitud en la plaza principal y la parroquia de Santiago Apóstol es de 8 m s. n. m.

## Demografía
De acuerdo con el censo realizado en 2020 por el Instituto Nacional de Estadística y Geografía (INEGI), en Altamira había un total de 79 824 habitantes, de los que 40 689 eran mujeres y 39 135, hombres.
| Gráfica de evolución demográfica de Altamira entre 1900 y 2020 |
|                                                                |
| Fuente: Instituto Nacional de Estadística y Geografía.         |

## Clima
Altamira tiene un clima tropical de sabanacon una temperatura al año de un promedio de 24.4 °C, llegando a más de 30 °C durante el verano promedio y acercándose a los 10 °C durante el invierno promedio. La temperatura máxima registrada ha sido de 46 °C durante el 5 de mayo de 1999 y la temperatura mínima registrada ha sido de -4 °C durante el 27 de diciembre de 1983. Con una precipitación pluvial anual media de 1000 mm.
| Parámetros climáticos promedio de Altamira                                                    | Parámetros climáticos promedio de Altamira | Parámetros climáticos promedio de Altamira | Parámetros climáticos promedio de Altamira | Parámetros climáticos promedio de Altamira | Parámetros climáticos promedio de Altamira | Parámetros climáticos promedio de Altamira | Parámetros climáticos promedio de Altamira | Parámetros climáticos promedio de Altamira | Parámetros climáticos promedio de Altamira | Parámetros climáticos promedio de Altamira | Parámetros climáticos promedio de Altamira | Parámetros climáticos promedio de Altamira | Parámetros climáticos promedio de Altamira |
| Mes                                                                                           | Ene.                                       | Feb.                                       | Mar.                                       | Abr.                                       | May.                                       | Jun.                                       | Jul.                                       | Ago.                                       | Sep.                                       | Oct.                                       | Nov.                                       | Dic.                                       | Anual                                      |
| --------------------------------------------------------------------------------------------- | ------------------------------------------ | ------------------------------------------ | ------------------------------------------ | ------------------------------------------ | ------------------------------------------ | ------------------------------------------ | ------------------------------------------ | ------------------------------------------ | ------------------------------------------ | ------------------------------------------ | ------------------------------------------ | ------------------------------------------ | ------------------------------------------ |
| Temp. máx. abs. (°C)                                                                          | 32                                         | 35                                         | 42                                         | 40                                         | 46                                         | 38                                         | 39                                         | 39                                         | 39                                         | 36                                         | 35                                         | 36                                         | 46                                         |
| Temp. máx. media (°C)                                                                         | 23.6                                       | 25.5                                       | 27.9                                       | 29.9                                       | 32.1                                       | 32.7                                       | 32.1                                       | 33.1                                       | 31.5                                       | 30.2                                       | 27.3                                       | 24.6                                       | 29.2                                       |
| Temp. media (°C)                                                                              | 18.5                                       | 20.3                                       | 22.7                                       | 25.0                                       | 27.5                                       | 28.4                                       | 27.8                                       | 28.4                                       | 27.2                                       | 25.3                                       | 22.5                                       | 19.6                                       | 24.4                                       |
| Temp. mín. media (°C)                                                                         | 11.4                                       | 12.0                                       | 17.5                                       | 20.0                                       | 23.0                                       | 24.1                                       | 23.4                                       | 23.7                                       | 22.8                                       | 20.5                                       | 17.7                                       | 14.7                                       | 19.2                                       |
| Temp. mín. abs. (°C)                                                                          | 1.0                                        | 2.0                                        | 2.0                                        | 7.0                                        | 14.0                                       | 15.0                                       | 12.0                                       | 21.0                                       | 14.0                                       | 9.0                                        | 3.0                                        | -4.0                                       | -4.0                                       |
| Precipitación total (mm)                                                                      | 45.1                                       | 11.0                                       | 14.2                                       | 23.0                                       | 35.2                                       | 159.5                                      | 129.6                                      | 138.1                                      | 240.9                                      | 108.8                                      | 27.1                                       | 31.9                                       | 964.4                                      |
| Días de lluvias (≥ 1 mm)                                                                      | 4.3                                        | 2.7                                        | 2.1                                        | 2.3                                        | 4.8                                        | 8.8                                        | 8.0                                        | 8.5                                        | 12.5                                       | 7.4                                        | 4.7                                        | 4.5                                        | 70.6                                       |
| Fuente: Servicio Meteorológico Nacional: Normales climatológicas para el Estado de Tamaulipas |                                            |                                            |                                            |                                            |                                            |                                            |                                            |                                            |                                            |                                            |                                            |                                            |                                            |

## Historia
En el año 1517 Francisco Hernández de Córdova trajo a los primeros grupos de españoles al área, dominada en ese entonces por nativos huastecos.

## Personas destacadas
- Cuco Sánchez. Músico y cantante de música popular, además de actor. Famoso por composiciones como La Cama de Piedra, El Mil Amores, Anillo de Compromiso, etc.
- Joaquín Flores Treviño: Firmó acta constitutiva, fue presidente de Altamira.
- Reynaldo Castillo Portes: Fue Presidente Municipal de Altamira y muchas veces secretario del Ayuntamiento, formó parte de Partido Revolucionario Institucional y fue Cronista Vitalicio, Ganador de la Jaiba de Oro en 2012.

## Economía
Se realizan actividades como la pesca, ganadería, la agricultura y la extracción de sal; la actividad más destacada es la industrial. El Puerto de Altamira, o Corredor Industrial, fue fundado el 1 de junio de 1985. Hoy en día ocupa el 2º lugar a nivel nacional por su manejo de carga y el 1º a nivel nacional en manejo de fluidos petroquímicos.

## Infraestructura
La ciudad es recorrida por la carretera número 81. La longitud total de esta carretera es de 181.5 kilómetros. Existen 11 localidades ubicadas sobre la carretera federal y en cada una de estas existe el servicio de paradas oficiales de unidades de transporte de autobuses foráneos, los cuales conectan con los municipios de Tampico, Victoria, Mante, entre otros.
Altamira se conecta también a través de la red de ferrocarriles de México, ruta Monterrey-Tampico, ésta toca las localidades de Chocoy, Cuauhtémoc, Cervantes, Colonias, y la ciudad de Altamira con una longitud total dentro del municipio de 71 kilómetros. La red de comunicaciones está integrada por una retransmisora de microondas denominada Las Palmas y se cuenta con televisión, radio en amplitud modulada (AM), servicio telefónico, administración de correos y telégrafos.

## Diputados actuales
| Diputado                        | Distrito     | Partido | Congreso |
| ------------------------------- | ------------ | ------- | -------- |
| Olga Juliana Elizondo Guerra    | 07           |         | Federal  |
| Marcelo Abundiz Ramírez         | 18           |         | Local    |
| Cynthia Lizabeth Jaime Castillo | 19           |         | Local    |
| Mayra Benavides Villafranca     | Plurinominal |         | Local    |
|                                 | Plurinominal |         | Federal  |

## Presidentes municipales
| Nombre | Nombre                              | Mandato       | Partido |
| ------ | ----------------------------------- | ------------- | ------- |
|        | Lucio Barragán                      | 1949-1950     |         |
|        | Bartolo de León Andrade             | 1950-1951     |         |
|        | Policarpo Martínez Enríquez         | 1952-1954     |         |
|        | José B. García Canal                | 1955-1957     |         |
|        | Lázaro Gallegos Hernández           | 1958-1960     |         |
|        | Aurora Cruz de Mora                 | 1961-1962     |         |
|        | Alejandro Briones Pedraza           | 1963-1965     |         |
|        | Guillermo Rivera Flores             | 1966-1968     |         |
|        | Juan Macias Castillo                | 1969-1971     |         |
|        | Reynaldo Castillo Portes            | 1972-1974     |         |
|        | Armando Martínez Saucedo            | 1975-1977     |         |
|        | Rogelio Rodríguez González          | 1978-1980     |         |
|        | Abad Flores Álvarez                 | 1981-1983     |         |
|        | Jacinto Márquez Romo                | 1984-1986     |         |
|        | Quintín Almazán Cibriano            | 1987-1989     |         |
|        | Juan Genaro de la Portilla Narváez  | 1990-1992     |         |
|        | Delia Calles Badillo                | 1993-1995     |         |
|        | Romana Hermelinda Flores Rivera     | 1996-1998     |         |
|        | Sergio Carrillo Estrada             | 1999-2001     |         |
|        | Juan Genaro de la Portilla Narváez  | 2002-2004     |         |
|        | Juvenal Hernández Llanos            | 2005-2007     |         |
|        | Francisco Javier Martin Gil Ortiz   | 2007-2010     |         |
|        | Pedro Carrillo Estrada              | 2011-2013     |         |
|        | Armando López Flores                | 2013-2016     |         |
|        | Alma Laura Amparán Cruz             | 2016 - 2018   |         |
|        | Beatriz Gomez (Interina)            | 2018          |         |
|        | Alma Laura Amparán Cruz             | 2018-2021     |         |
|        | Cuauhtémoc Zaleta Alonso (Interino) | 2021          |         |
|        | Alma Laura Amparán Cruz             | 2021          |         |
|        | Armando Martínez Manríquez          | 2021-2024     |         |
|        | Armando Martínez Manríquez          | 2024-presente |         |

## Sitios de interés
Principales atractivos turísticos:
- Playa Tesoro Ubicación: En el Litoral del Golfo de México, partiendo de la escollera norte del canal de navegación de entrada al puerto industrial.
- Playa Dunas Doradas Ubicación: En el Litoral del Golfo de México con acceso por la 4.ª avenida de la colonia Miramar partiendo de la autopista Tampico Altamira, planta de gas, cercana al entronque del libramiento Poniente.
- Río Tamesí Ubicación: Límite de los estados de Tamaulipas y Veracruz, inclusive con el municipio de Tampico, lugar turístico ecológico para la práctica de deportes acuáticos, lugar para acampar, conduce al ejido "Cues de Palmas Altas", donde se ubican pirámides arqueológicas.

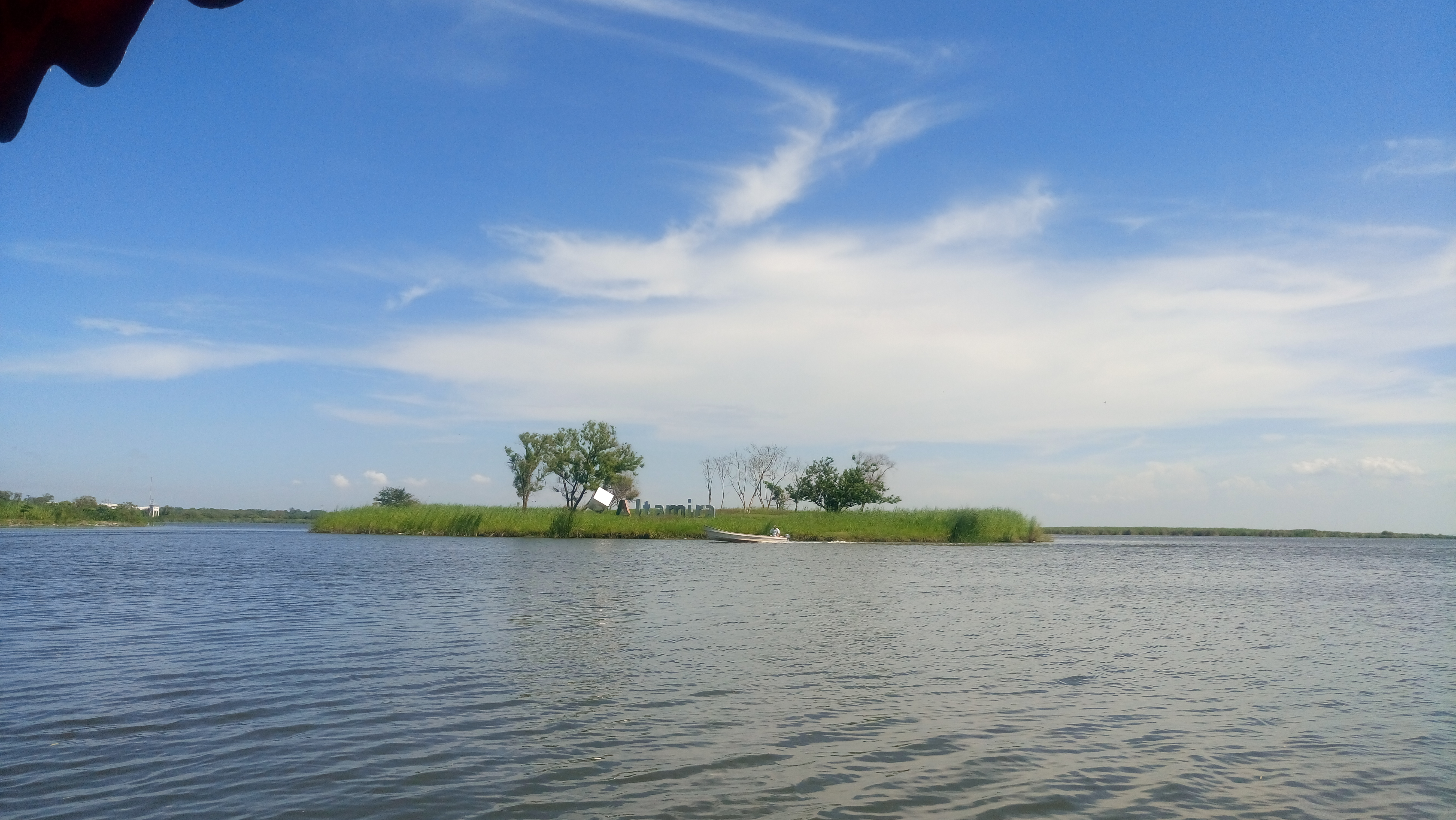
Laguna champayan altamira tamaulipas

- Sistema Lagunario Champayán Lugar para practicar la pesca y deportes acuáticos. Ejidos que se encuentran al margen de la laguna de Champayán.

- Ejido El Fuerte Rampa acuática, zona para acampar, desarrollo turístico.
- Ejido Mata del Abra Rampa acuática, zona para acampar.
- Ejido Tres de Mayo Acceso petrolizado, por Tres Marías, Estación Colonia, Centro turístico en construcción, rampa acuática y zona para acampar.
- Laguna de Miralta Ubicación: Acceso del kilómetro 20 autopista Tampico - Altamira, (A un costado del Hotel Holiday Inn), conjunto habitacional y de desarrollo turístico, cuenta con campo de golf, canchas deportivas, casa club, se practica la pesca deportiva y deportes acuáticos.

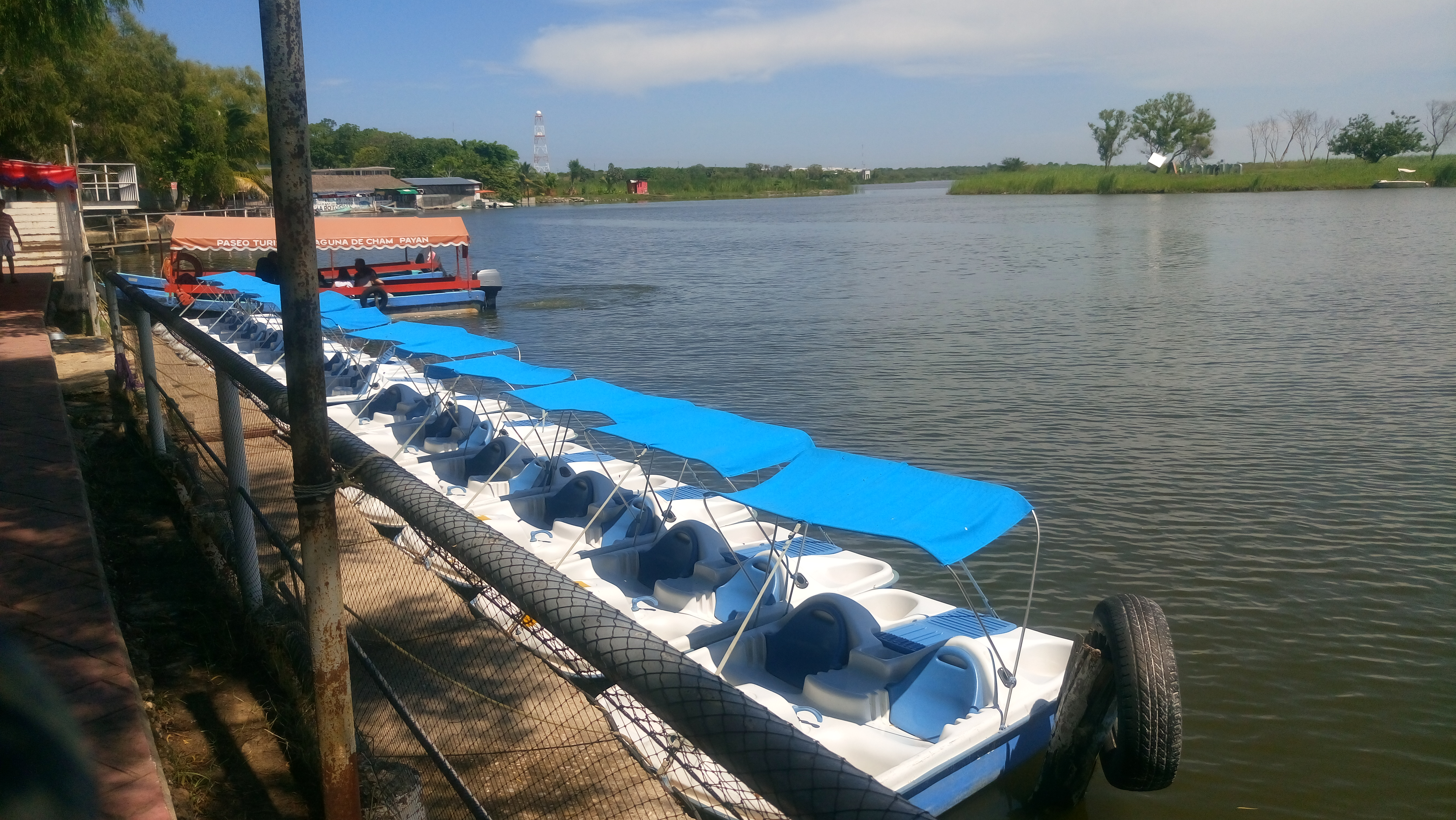
Parque Champayan, muelle

- Palapa y Muelle de Champayán Ubicación: Frente al Bulevar Lic. Manuel Cavazos Lerma, cuenta con muelle y rampa acuática, se practica la pesca y deportes acuáticos.

## Educación

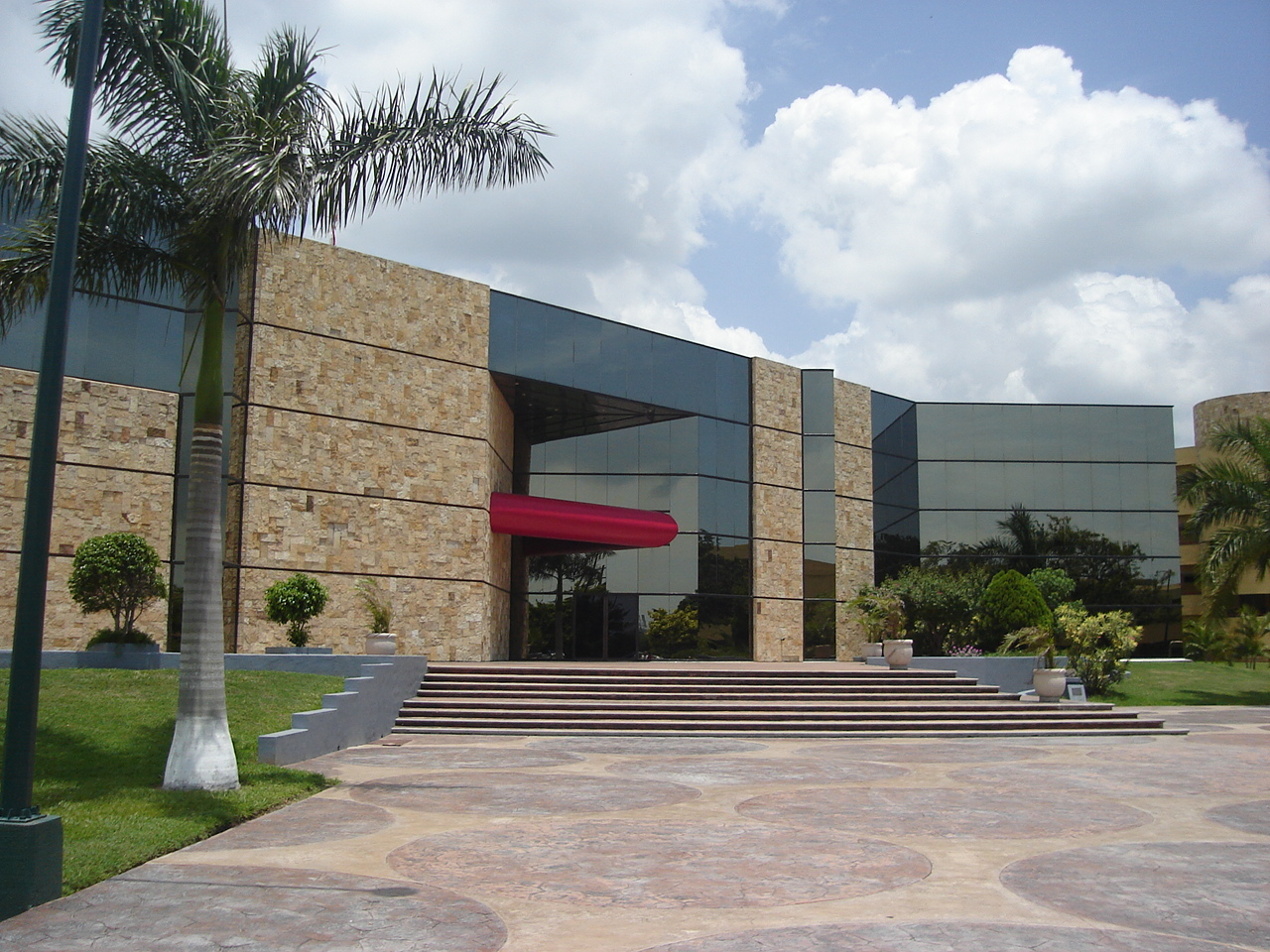
Tecnológico de Monterrey, Campus Tampico

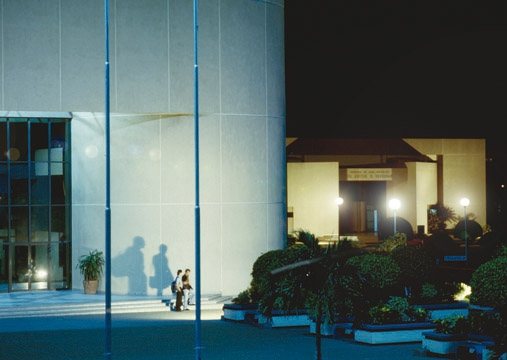
Anáhuac-IEST

En Altamira se encuentran las universidades privadas de mayor prestigio de la Zona Metropolitana de Tampico como el Instituto de Estudios Superiores de Tamaulipas (Anáhuac - IEST) de la Red de Universidades Anáhuac y el Tecnológico de Monterrey, Campus Tampico del Sistema Tecnológico de Monterrey, además del centro de investigación más importante del estado, el Centro de Investigación en Ciencia Aplicada y Tecnología Avanzada del Instituto Politécnico Nacional Unidad Altamira. 
También cuenta con algunas instituciones como: 
- Instituto tecnológico de Altamira (ITA)

- Universidad Politécnica de Altamira (UPALT)

- Universidad Tecnológica de Altamira (UT)

- Universidad del Norte de Tamaulipas (UNT)

- Universidad del Desarrollo Profesional

## Cultura
Dentro de sus festividades sobresalen la conmemoración del aniversario de su fundación el día 2 de mayo y el 25 de julio día destinado al santo patrono de la parroquia "Santiago Apóstol". La música tradicional es el huapango por formar parte de la Región Huasteca. Contaba con un museo de piezas arqueológicas. Hace poco, apareció en sus poblados una cueva con más de 150 años de antigüedad en las cuales se informó desaparecieron la mayoría de las piezas.Cuenta con el Instituto Tecnológico de Altamira.

## Deporte
El Altamira Fútbol Club o Estudiantes de Altamira era un equipo de fútbol mexicano que jugaba en la desaparecida Liga de Ascenso de México (ahora Liga de Expansión MX) que tuvo base en esta ciudad y disputaba sus encuentros en el Estadio Altamira. (sin actividad en el estadio en la actualidad desde el 2019).